# امرودک پشمی
اَمرودَک پشمی (نام علمی: Mischocarpus ailae) نام یک گونه از تیره ناترکیان است.